# フェデリコ・ボレル・ガルシア
フェデリコ・ボレル・ガルシーア（スペイン語: Federico Borrell García、1912年1月3日 – 1936年9月5日） は、スペイン内戦時のスペイン共和国の兵士。ロバート・キャパの写真『崩れ落ちる兵士』の被写体で知られる。　

## 生涯
1912年1月3日、バレンシア地方アリカンテ県のベニリョーバに生まれた。ニックネームはタイーノ（Taino）だった。アルコイの工場で働きながら、青年絶対自由主義イベリア同盟の地元組織を設立した。
そして、フランシスコ・フランコ率いる反乱軍から共和国を守るために地元の民兵組織に加わった。
ホセ・エンリケ・バレーラ将軍が指揮する反乱軍部隊に対抗するために民兵が増派されたが、1936年9月5日の朝、ボレルはその約50人の兵士たちの一人として、コルドバ郊外のセロ・ムリアーノに到着した。午後、
ボレルはアルコイ歩兵隊の後方で砲台の守備をしていたが、敵軍が彼らの後方から侵攻して発砲した。約17時頃、ラ・ロマ・デ・ラス・マラゲーニャス（La Loma de las Malagueñas）と呼ばれる丘で射殺された。スペイン政府の記録によると、ボレルはその日セロ・ムリアーノで戦死した唯一のアルコイ守備隊の兵士だった。彼の兄のエベリスト・ガルシーアがキャパの写真で確認した。
また、ボレルがキャパのためにポーズを取っている時に、反乱軍に撃たれた可能性があるが、この写真はキャパによる捏造で、ボレルは写真の人物ではないとする別の見解による主張がある。
2007年のドキュメンタリー映画『氷山の影』（La sombra del iceberg）では、この写真はやらせで、ボレルは写真の人物ではないと主張している。
スペイン政府による公式な死亡証明書は、ボレルの姓名では発行されていないため、彼の死亡証明書は存在しない。

## 参考
1. ↑  “Proving that Robert Capa's "Falling Soldier" is genuine: A detective story”. American Masters 2008年7月17日閲覧. "Because Brotóns had himself fought at Cerro Muriano on September 5, 1936, he remembered from his first-hand knowledge that Federico Borrell García had been killed there that day. In the course of his research, Brotóns contacted the historian Francisco Moreno Gómez (author of the definitive book about the civil war on the Córdoba front), who informed him that the records in the Spanish government archives in Salamanca and Madrid confirm that only one member of the Columna Alcoyana died at Cerro Muriano on September 5, 1936. Brotóns then could be certain that the man in Capa's photograph must be Federico Borrell García. When Brotóns showed Capa's photograph to Federico's younger brother, Everisto, he confirmed the identification."
2. ↑  The camera never lies. But photographers can and do, Isabel Hilton, The Guardian, September 27, 2008
3. ↑  Is a fake the picture by Capa?
4. ↑  沢木耕太郎 「キャパの十字架」『文藝春秋』2013年1月号、文藝春秋
5. ↑  Autopsia al miliciano de Robert Capa, El Mundo
6. ↑  http://www.photographers.it/articoli/cd_capa/img/documentidaarchivi/defuncion.jpg 
From the comprehensive dossier compiled by photography critic Luca Pagni at http://www.photographers.it/articoli/cd_capa/index.html